# Fallklappe

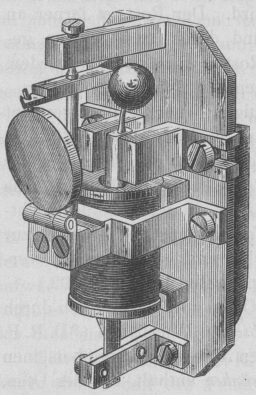
Elektrisch ausgelöste historische Fallklappe mit einer Fallscheibe, die durch die Entriegelung einer Sperrklinke herabfällt

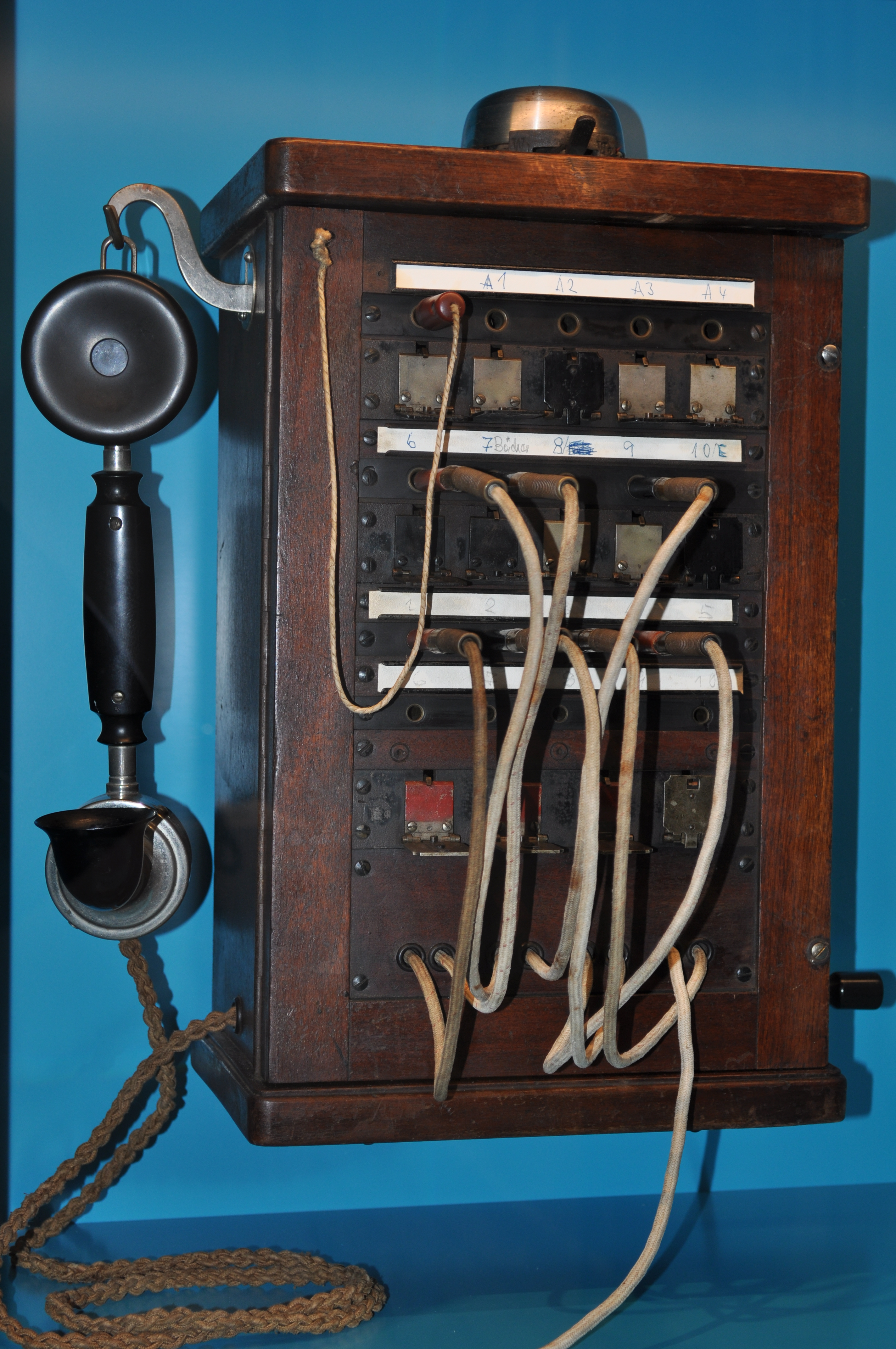
Sogenannter Klappenschrank für Telefon-Handvermittlung, 1919

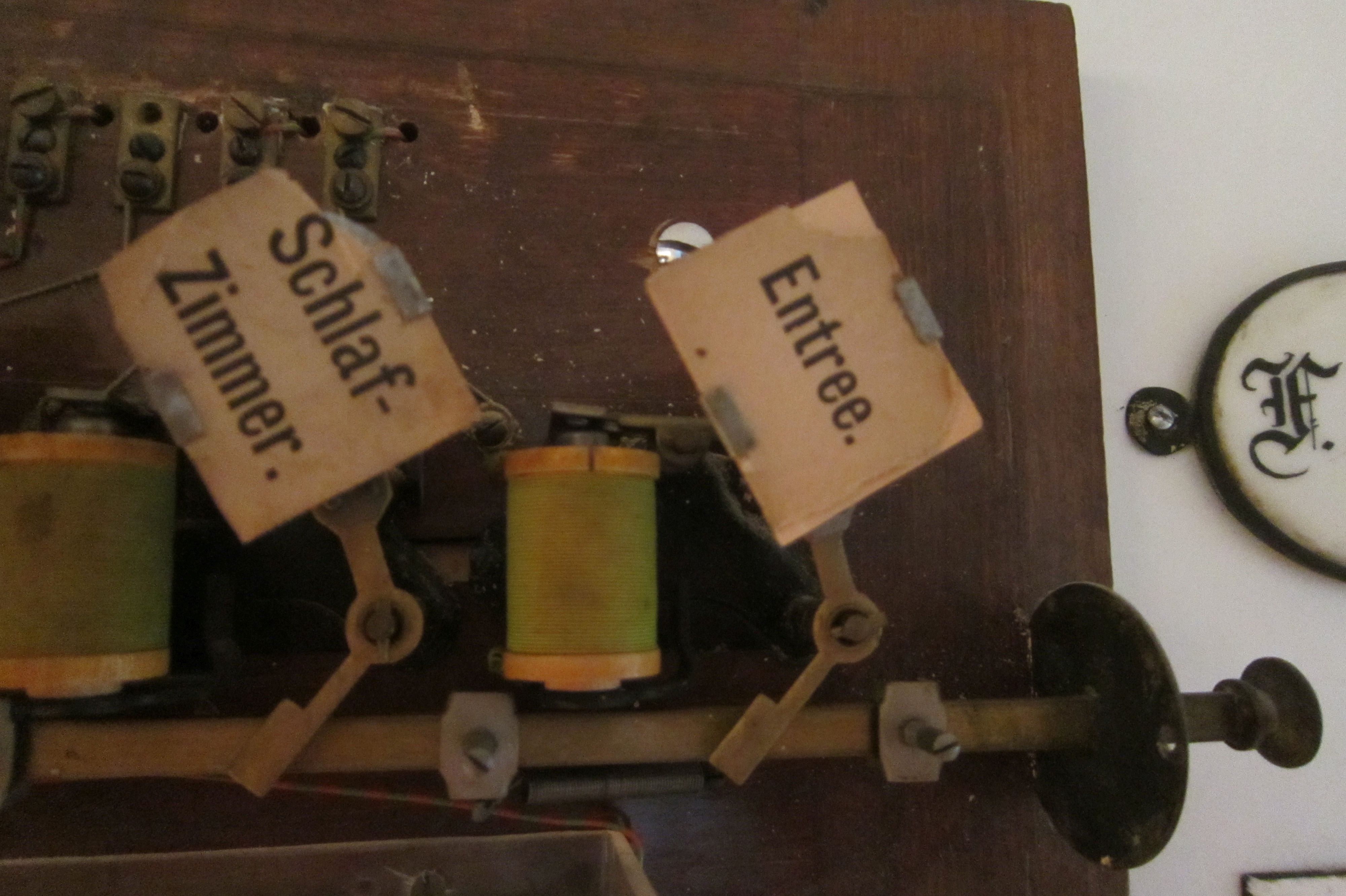
Fallklappen aus einer Zimmerrufanlage mit unten angebrachter Schubstange für die Quittierung (Abdeckung entfernt)

Die Fallklappe ist ein optisches, manchmal auch akustisches elektromagnetisches Anzeigegerät, beispielsweise mit einer Glocke, das über bestimmte Funktionen oder einen Betriebszustand einer technischen Anlage, wie Störungen, Fehler und Stromausfall informiert. Das in dem Bild dargestellte historische Modell wird durch einen Dauermagneten wieder in die Ausgangsposition gebracht, wenn der Strom unterbrochen ist. Andere Fallklappen werden durch eine manuelle Quittierung, beispielsweise Knopfdruck, wieder in den Ausgangszustand gebracht.

## Funktion und Verwendung
Ein Elektromagnet zieht entweder bei Stromfluss einen Anker an, der die Verriegelung einer Klappe löst und diese zum Herabfallen bringt, oder die Verriegelung wird gelöst, wenn der Stromfluss unterbrochen ist. Um die Fallklappe auszulösen, ist also nur ein Impuls (kurzzeitiges Anlegen oder Wegnehmen der Spannung) notwendig.
In der Anfangszeit der Fernmeldetechnik diente die Fallklappe bei handvermittelten Gesprächen dazu, den Wunsch eines Teilnehmers nach Verbindung oder Trennung eines Gespräches optisch der Vermittlung zu signalisieren. Technisch ähnlich funktioniert das Schauzeichen, das aber nur bei anliegender Spannung anzeigt.
Fallklappen fanden auch bei elektrischen Rufanlagen in herrschaftlichen Wohnhäusern, Kontorhäusern und Hotels Verwendung. Mehrere Fallklappen in einem Holzkasten, dem Zimmertableau, konnten über Leitungen durch elektrische Klingelknöpfe oder -züge betätigt werden und so Personal oder Mitarbeiter herbeirufen. Auch auf Schloss Neuschwanstein wurde eine solche elektrische Rufanlage neben anderen technischen Anlagen eingebaut.

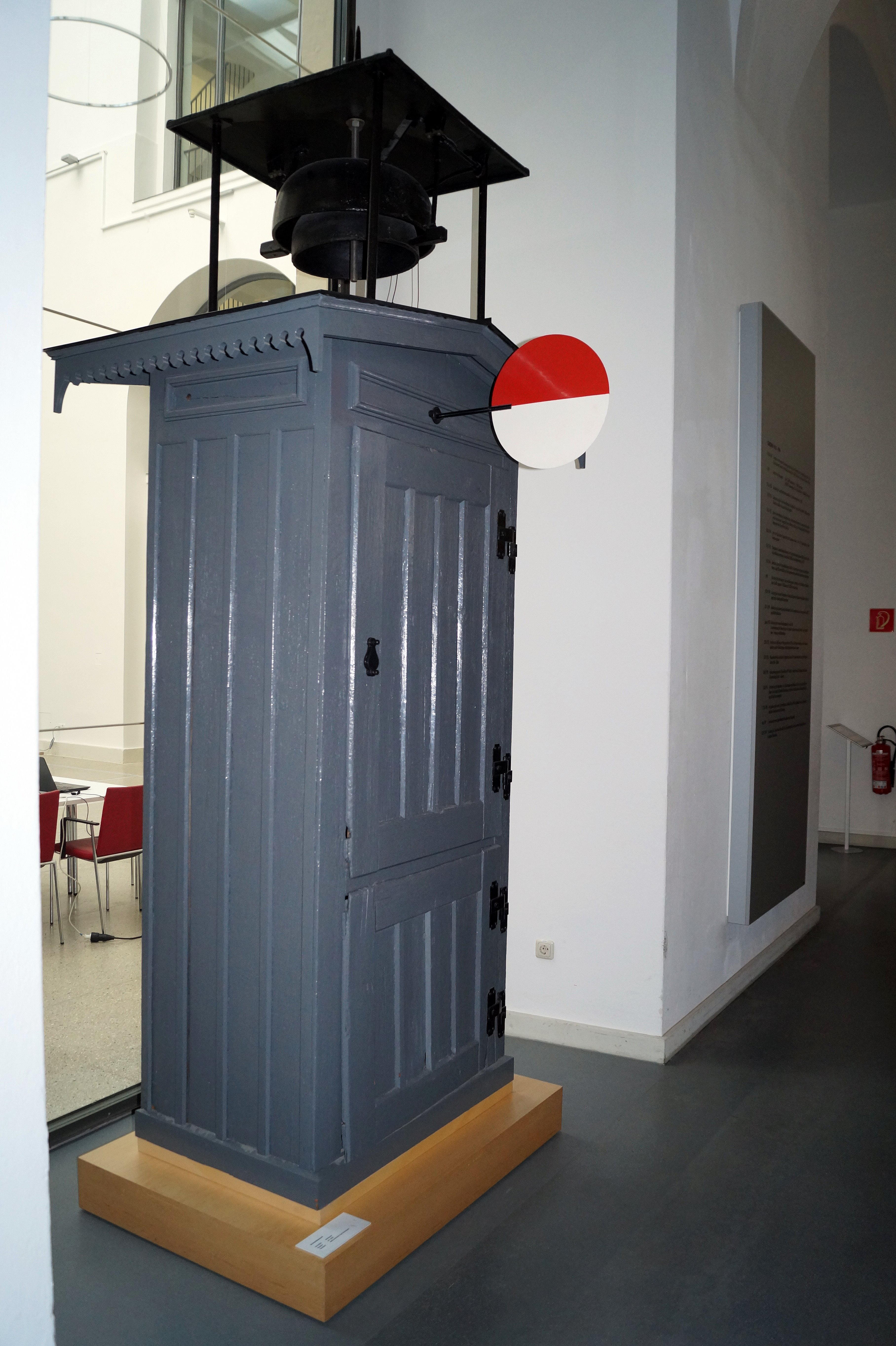
Streckenläutewerk aus Sachsen mit rot/weißer Fallscheibe im Verkehrsmuseum Dresden, etwa 1900

Eine besondere Form der Fallklappe ist die Fallscheibe. Dabei handelt es sich um eine Signalscheibe, die bei Streckenläutewerken bestimmter Eisenbahnen zum Einsatz kamen. Ertönte durch einen elektrischen Impuls der Glockenschlag des Läutewerks löste sich eine Sperrklinke und die Signalscheibe drehte sich durch die Schwerkraft eines Gegengewichts von der Horizontalen in die Vertikale und zeigte so an, dass sich beispielsweise ein Zug näherte. Zurückgestellt, also quittiert, wurde von Hand.